# Bob Matsui
Robert Takeo Matsui, detto Bob (Sacramento, 17 settembre 1941 – Bethesda, 1º gennaio 2005), è stato un politico statunitense, membro della Camera dei Rappresentanti per lo stato della California dal 1979 al 2005.

## Biografia
Nippoamericano, Matsui si laureò in scienze politiche all'Università della California - Berkeley e intraprese l'attività politica aderendo al Partito Democratico.
Dopo essere stato vicesindaco della città di Sacramento, Matsui si candidò per un seggio alla Camera dei Rappresentanti e venne eletto.
Al Congresso si fece conoscere per il suo credo liberale e progressista e riuscì ad ottenere in tutto tredici mandati dai suoi elettori. Nel 2004 si ricandidò per il quattordicesimo mandato e vinse le elezioni, ma nel dicembre dello stesso anno venne ricoverato al Bethesda Naval Hospital per una grave forma di polmonite dovuta alla sindrome mielodisplasica di cui soffriva, che lo portò alla morte il 1º gennaio del 2005.
Per assegnare il suo seggio a un altro deputato furono indette delle elezioni speciali, che vennero vinte proprio dalla vedova di Matsui, Doris.